# Lapònia (Finlàndia)
|  | Aquest article tracta sobre la regió de Finlàndia. Vegeu-ne altres significats a «Lapònia (desambiguació)». |

Lapònia (finés: Lappi; sami septentrional: Lappi; sami d'Inari: Lappi; suec: Lappland; sami skolt: Ла̄ппӣ; rus: Лапландия) és la regió més gran i més septentrional de Finlàndia. Fa frontera al sud amb la d'Oulu, a l'Oest amb l'óblast de Múrmansk i la república de Carèlia (Rússia), a l'est amb el comtat de Norrbotten (Suècia) i al nord amb el de Finnmark (Noruega). La capital i municipi més populós de la regió és Rovaniemi.

## Geografia

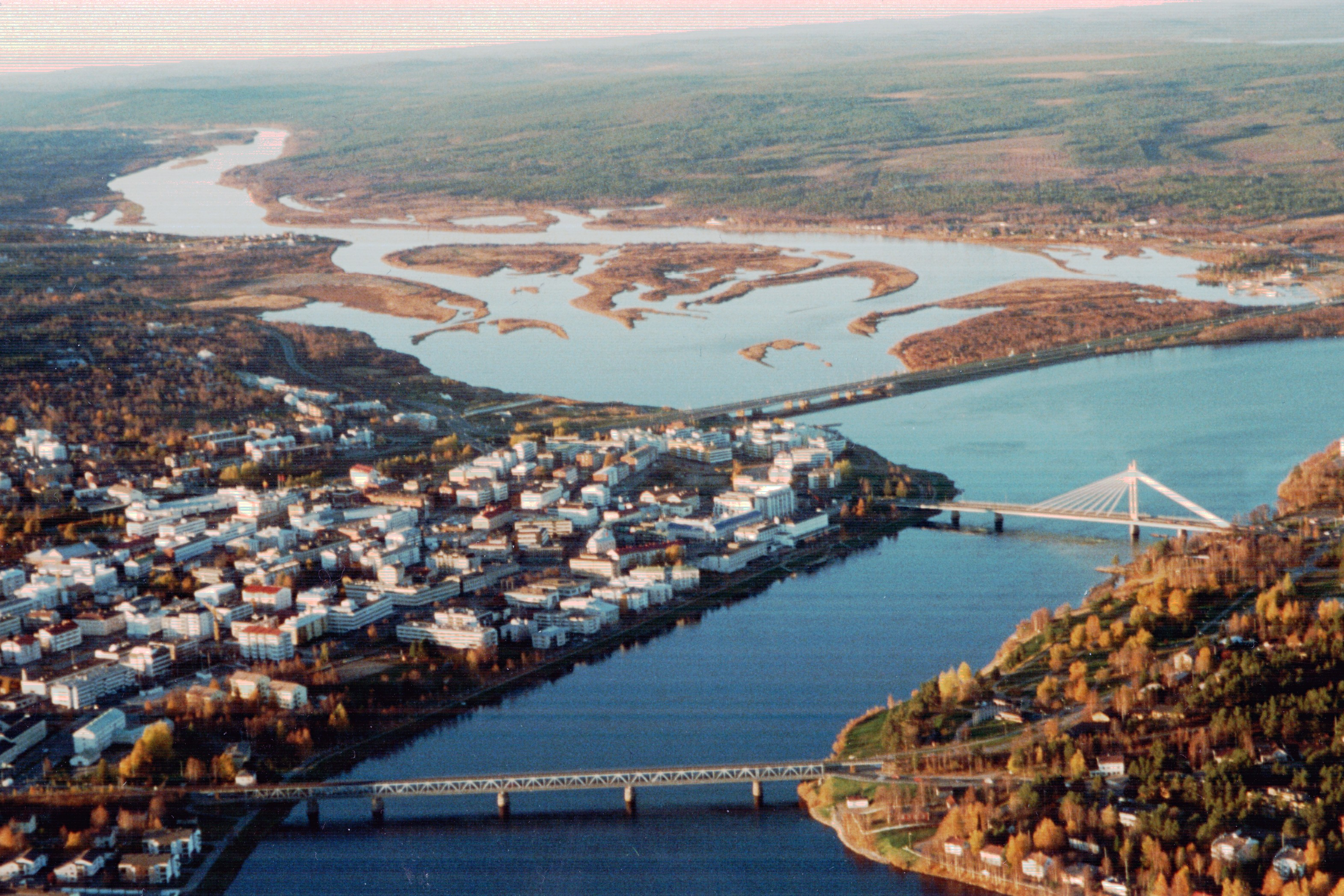
Vista aèria de Rovaniemi, la capital

### Clima
Les primeres nevades comencen a caure a finals d'agost o principis de setembre sobre els pics més alts. Les primeres neves a nivell de camp comencen a finals de setembre o mitjans d'octubre. Les nevades permanents comencen des de mitjans d'octubre a principis de novembre, significativament abans que al sud de Finlàndia. L'hivern és llarg, abastant prop de set mesos. Les neus romanen aproximadament fins principis d'abril; poc després comencen a fondre ràpidament.w cover starts to melt fast. La capa de neu més fina mai registrada fou a Kilpisjärvi el 19 d'abril de 1997, sent 190 centímetres. La temperatura mitjana anual varia des d'un parell de graus sota zero al nord-oest fins un parell de grus sobre zero al sud-est. Lapònia té un historial de precipitacions que augmenta cap al sud, sent les dues parts superiors de la regió les més seques.
En els mesos d'estiu, la temperatura mitjana es troba sobre els 10 graus. Onades de calor amb temperatures diàries per damunt dels 25 graus tenen lloc de mitjana uns 5 a 10 dies cada estiu a la Finlàndia septentrional.

### Municipis
La regió de Lapònia té 21 municipis organitzats en un Consell Regional Lapó, anomenat Lapin liitto o Lapplands förbund.
| |          |           |          |
| \| Municipi \| Població \| Extensió \| Densitat \| \| ------------- \| -------- \| --------- \| -------- \| \| Enontekiö \| 1.770 \| 8.391 \| 0,22 \| \| Inari \| 7.125 \| 17.333 \| 0,47 \| \| Kemi \| 19.368 \| 747,51 \| 203,06 \| \| Kemijärvi \| 7.029 \| 3.930 \| 2,01 \| \| Keminmaa \| 7.690 \| 647,24 \| 12,26 \| \| Kittilä \| 6.814 \| 8.262 \| 0,84 \| \| Kolari \| 4.012 \| 2.617 \| 1,57 \| \| Muonio \| 2.324 \| 2.039 \| 1,22 \| \| Pelkosenniemi \| 911 \| 1.881 \| 0,5 \| \| Pello \| 3.249 \| 1.864 \| 1,87 \| \| Posio \| 2.923 \| 3.544 \| 0,96 \| \| Ranua \| 3.599 \| 3.694 \| 1,04 \| \| Rovaniemi \| 65.285 \| 8.016 \| 8,61 \| \| Salla \| 3.343 \| 5.873 \| 0,58 \| \| Savukoski \| 978 \| 6.495 \| 0,15 \| \| Simo \| 2.828 \| 2.086 \| 1,96 \| \| Sodankylä \| 8.133 \| 12.415 \| 0,7 \| \| Tervola \| 2.832 \| 1.592 \| 1,82 \| \| Tornio \| 21.015 \| 1.348 \| 17,68 \| \| Utsjoki \| 1.142 \| 5.372 \| 0,22 \| \| Ylitornio \| 3.764 \| 2.212 \| 1,85 \| \| Total \| 176.711 \| 98.982,36 \| 1,79 \| |          |           |          |
| Municipi | Població | Extensió  | Densitat |
| Enontekiö | 1.770    | 8.391     | 0,22     |
| Inari | 7.125    | 17.333    | 0,47     |
| Kemi | 19.368   | 747,51    | 203,06   |
| Kemijärvi | 7.029    | 3.930     | 2,01     |
| Keminmaa | 7.690    | 647,24    | 12,26    |
| Kittilä | 6.814    | 8.262     | 0,84     |
| Kolari | 4.012    | 2.617     | 1,57     |
| Muonio | 2.324    | 2.039     | 1,22     |
| Pelkosenniemi | 911      | 1.881     | 0,5      |
| Pello | 3.249    | 1.864     | 1,87     |
| Posio | 2.923    | 3.544     | 0,96     |
| Ranua | 3.599    | 3.694     | 1,04     |
| Rovaniemi | 65.285   | 8.016     | 8,61     |
| Salla | 3.343    | 5.873     | 0,58     |
| Savukoski | 978      | 6.495     | 0,15     |
| Simo | 2.828    | 2.086     | 1,96     |
| Sodankylä | 8.133    | 12.415    | 0,7      |
| Tervola | 2.832    | 1.592     | 1,82     |
| Tornio | 21.015   | 1.348     | 17,68    |
| Utsjoki | 1.142    | 5.372     | 0,22     |
| Ylitornio | 3.764    | 2.212     | 1,85     |
| Total | 176.711  | 98.982,36 | 1,79     |

## Història

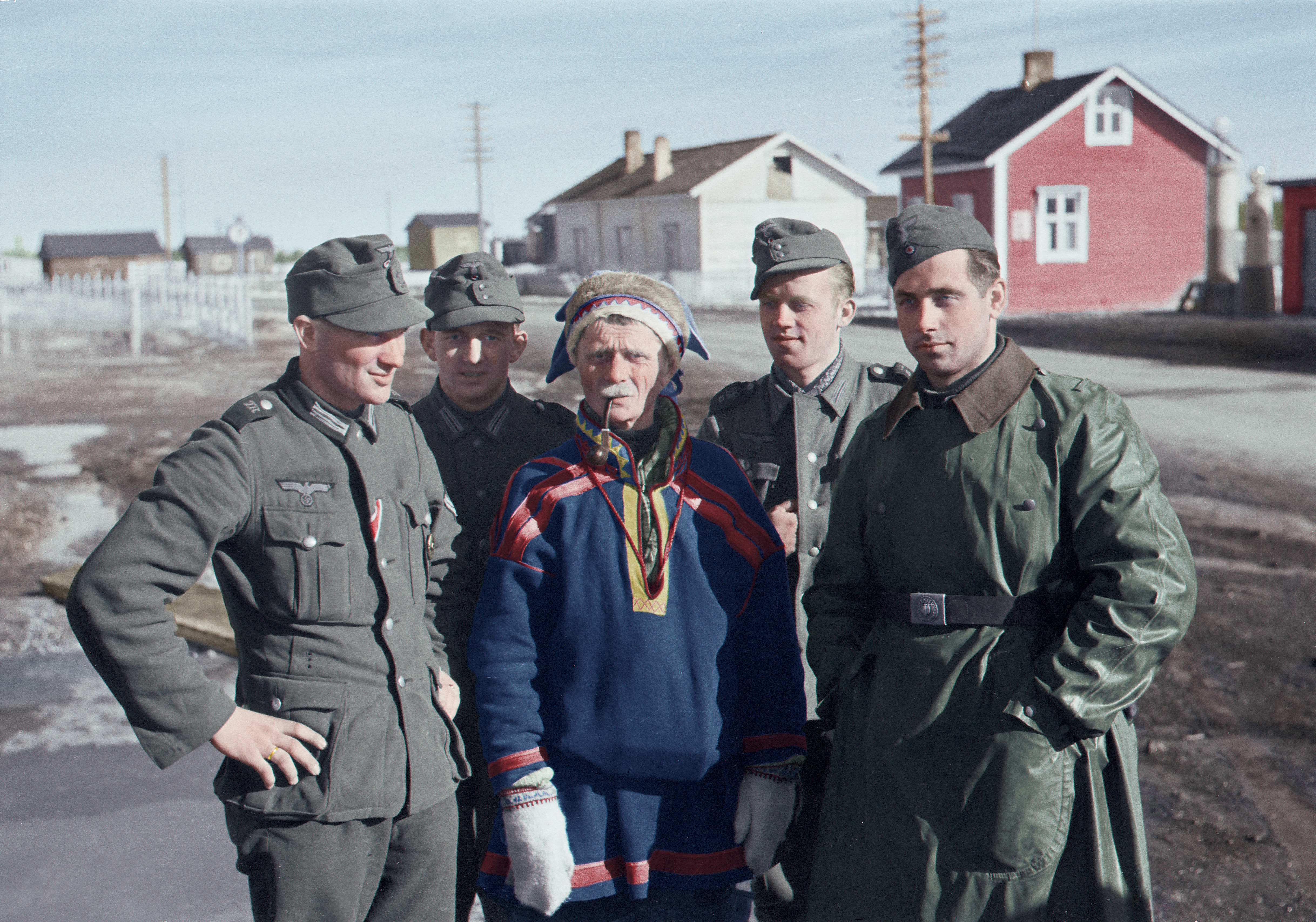
Soldats alemanys amb un sami a Sodankylä (1942)

L'àrea de Lapònia fou dividida en dos comtats de l'Imperi Suec entre els anys 1634 i 1809. Les zones septentrional i occidental formava part del comtat de Västerbotten, mentre que la part meridional (sovint coneguda com a Lapònia Meridional) era part del comtat d'Ostrobòtnia (des de 1775, comtat d'Oulu). Les parts septentrional i occidental foren també transferides el 1809 al comtat d'Oulu, esdevenint així la província d'Oulu. Sota la constitució monàrquica de principis del 1918, Lapònia esdevindria un Gran Ducat com a part del sistema successori de l'elegit rei de Finlàndia. L'any 1938, es creà la província de Lapònia per escissió de la d'Oulu.
Durant la pau interina i al començament de la guerra de continuació, el govern finlandés permeté l'exèrcit alemany instal·lar-se a Lapònia com a part de l'Operació Barba-roja. Després que Finlàndia signés un tractat separat de pau amb la Unió Soviètica el 1944, la URSS demanà Finlàndia l'expulsió de l'exèrcit alemany del país. El resultat fou la guerra de Lapònia, durant la qual la pràctica totalitat de la població civil fou evacuada. Els alemanys empraren una tàctica de terra cremada a Lapònia abans de fugir a Noruega. Entre el 40 i el 47% de les edificacions de Lapònia i 417 quilòmetres de ferrocarril foren destruïts; 9.500 quilòmetres de carretera foren minats, destruïts o inutilitzats; 675 ponts i 3.700 quilòmetres de línia telefònica fou destruït. El 90% de Rovaniemi, la capital provincial, fou cremada fins als bastiments, sobrevivint només uns pocs edificis d'abans de la guerra.
Després de la segona guerra mundial, els municipis de Petsamo i part del de Salla foren cedits a la URSS. Els anys posteriors a la guerra foren de reconstrucció, industrialització i ràpid creixement econòmic. Grans plantes hidroelèctriques i mines foren establides i es reconstruïren ciutats, carreteres i ponts. A finals del segle XX l'economia lapona començà a ressentir-se: les mines i fàbriques començaven a esdevindre poc profitoses i la població disminuïa ràpidament per tota la regió.
Totes les províncies de Finlàndia es van abolir l'1 de gener de 2010, però Lapònia es va reorganitzar com una de les noves regions que les van substituir.

## Demografia
| Gràfica d'evolució de Lapònia entre 1880 i 2020 |
|                                                 |

## Transport
Tres carreteres europees passen per Lapònia: l'E08, l'E63 i l'E75, aquesta darrera discorrent prop de sis-cents quilòmetres des del meridional municipi de Simo fins al d'Utsjoki, al nord. Pel que fa a l'aeronàutica, fins a cinc aeroports s'hi troben a la regió: Kemi-Tornio, Rovaniemi, Kittilä, Ivalo i Enontekiö. El temps mitjà d'un vol des de Hèlsinki és d'una hora i mitja. Per la part occidental de la regió circula la línia de ferrocarril Laurila–Kelloselkä des de Tornio fins Kolari, mentre que la línia oriental va des de Keminmaa via Rovaniemi i des de Kemijärvi fins a la frontera amb Rússia, a Salla.